# Relaciones Afganistán-Bangladés
Las relaciones Afganistán-Bangladés hacen referencia a los lazos diplomáticos entre Afganistán y Bangladés.

## Historia
Durante la Guerra de Liberación de Bangladés, el Reino de Afganistán proporcionó un paso seguro y crítico a los civiles bengalíes con base en el Pakistán Occidental. El Partido Democrático Popular de Afganistán pidió el rápido reconocimiento del nuevo estado establecido.
En 2010, el ex enviado especial de E. U. a Afganistán y Pakistán, Richard Holbrooke, pidió a Bangladés que enviara tropas de combate a Afganistán. Pocos días después, el grupo de inteligencia del SITE publicó un reportaje titulado «Talibán afgano reacciona a Estados Unidos pidiendo tropas de Bangladés», donde los talibanes pidieron que se rechace la solicitud de Estados Unidos. Dos días más tarde, en una conferencia de prensa de la embajada estadounidense en Daca se reafirmó la petición diciendo que "Estados Unidos ha intensificado su discusión sobre el compromiso de Bangladesh en Afganistán para la paz y la estabilidad globales". Sin embargo, hubo un consenso general entre los políticos de diferentes partidos, así como los miembros de la sociedad civil de que Bangladés, donde la mayoría opinaba que no debería enviar sus tropas a Afganistán sin el mandato de la ONU. Más tarde, el gobierno de Bangladés declaró que su país no enviará tropas a Afganistán, sino que ofreció asistencia para la rehabilitación y reconstrucción del país devastado por la guerra.

## Lazos bilaterales

### Cooperación en la reconstrucción de Afganistán
Bangladés ha participado activamente en el proceso de reconstrucción de Afganistán, que también fue elogiado por el presidente afgano Hamid Karzai. Bangladés también ha ofrecido capacitar a funcionarios afganos, personal de policía y diplomáticos y crear una mano de obra calificada. Bangladés también está interesado en proporcionar formación técnica y profesional en los campos de la banca, gestión de desastres, educación primaria y de masas, atención sanitaria, agricultura, etc. Varias organizaciones no gubernamentales de Bangladés trabajan para el desarrollo socioeconómico de Afganistán. El BRAC basado en Bangladés opera en Afganistán desde 2002. A partir de 2012, tenía 173 oficinas en todo el país, atendiendo a 29,8 millones de personas.
Afganistán ha solicitado la asistencia de Bangladés para mejorar su sistema educativo. En 2009, una delegación de 12 miembros de universidades afganas visitó Daca para adquirir experiencia en el sistema de educación superior. A partir de 2011, 35 estudiantes afganos, estaban estudiando en universidades de Bangladés.

### Economía
El yute bengalí, la cerámica y los productos farmacéuticos tienen buena demanda en el mercado afgano. Afganistán ha expresado interés en contratar personal de Bangladés para sus esfuerzos de reconstrucción. Con el fin de ampliar el comercio bilateral, Afganistán ha propuesto crear vínculos comerciales directos con Bangladés.